# Foufou (Burkina Faso)
Pour les articles homonymes, voir Foufou.
Foufou est une commune située dans le département de Seytenga, dans la province du Séno, région du Sahel, au Burkina Faso.